# Fastias

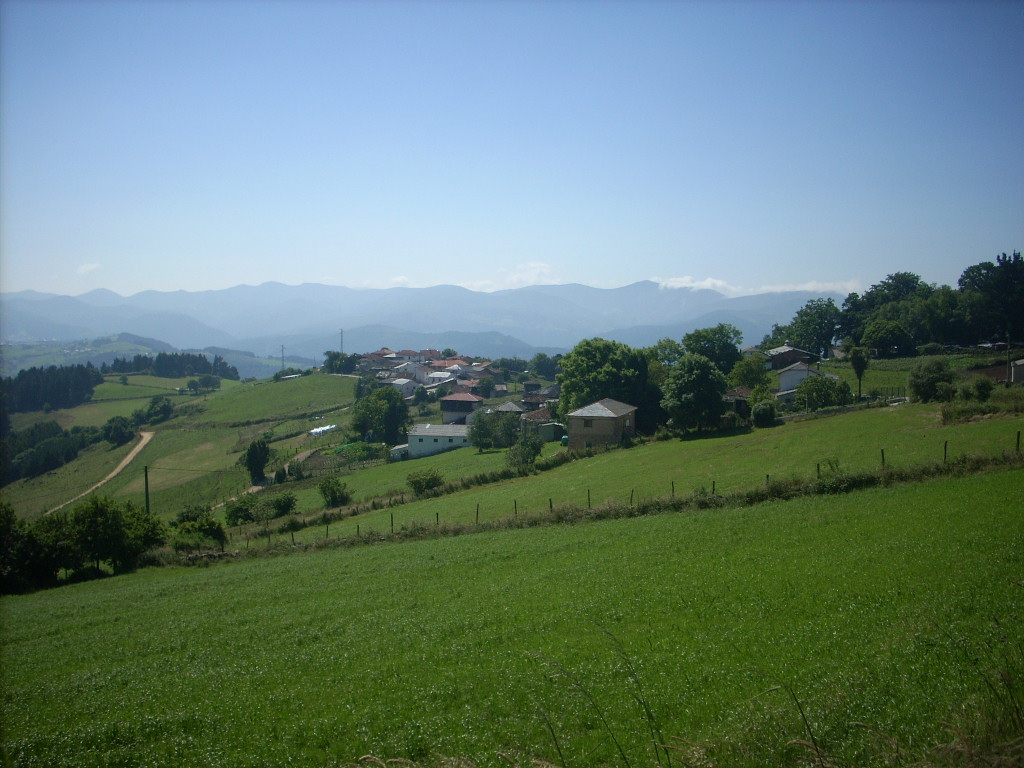
Visión de parte de Fastias desde la pena el chano

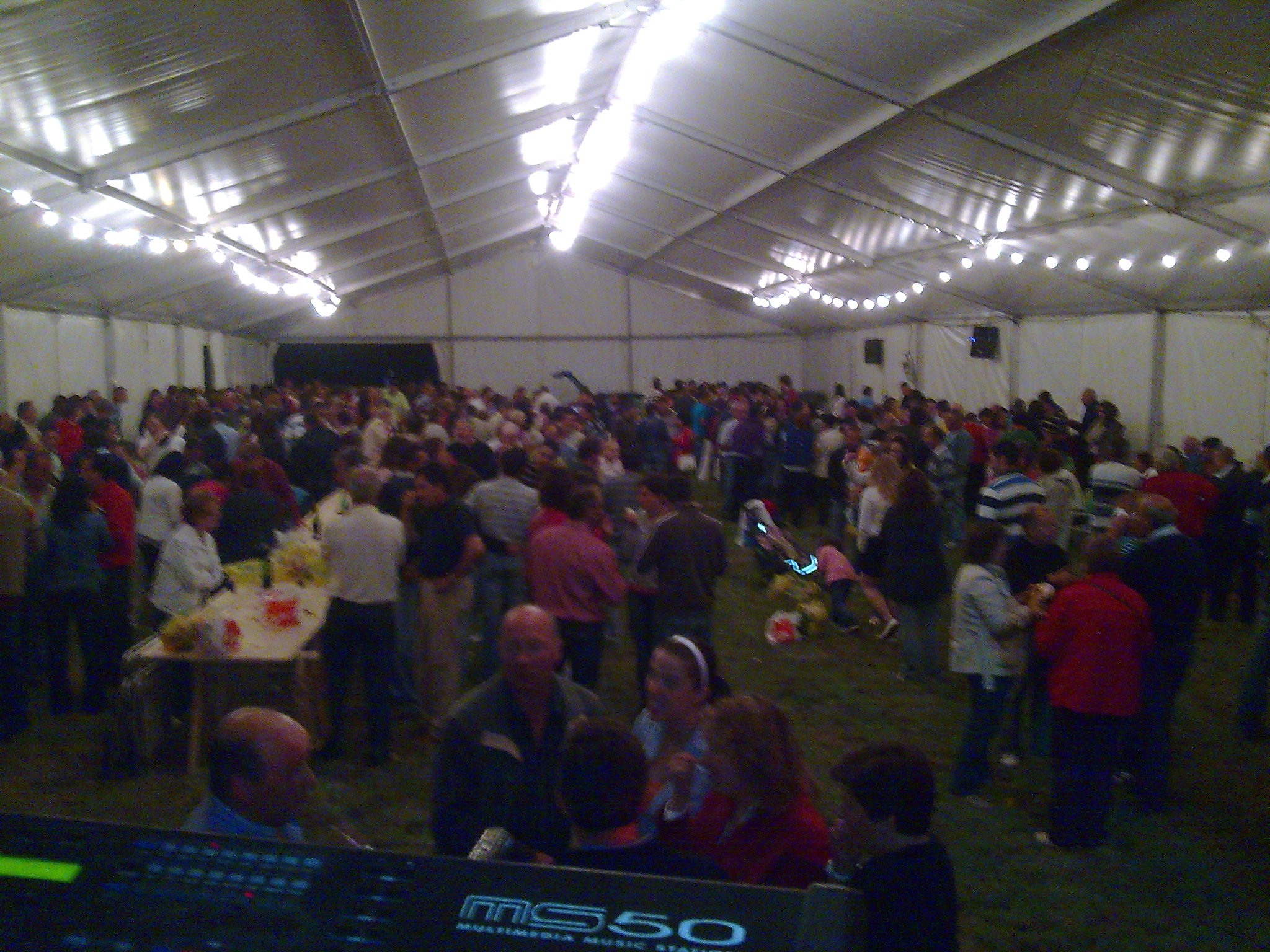
Día del bollo (día pequeño) de la fiesta de Fastias

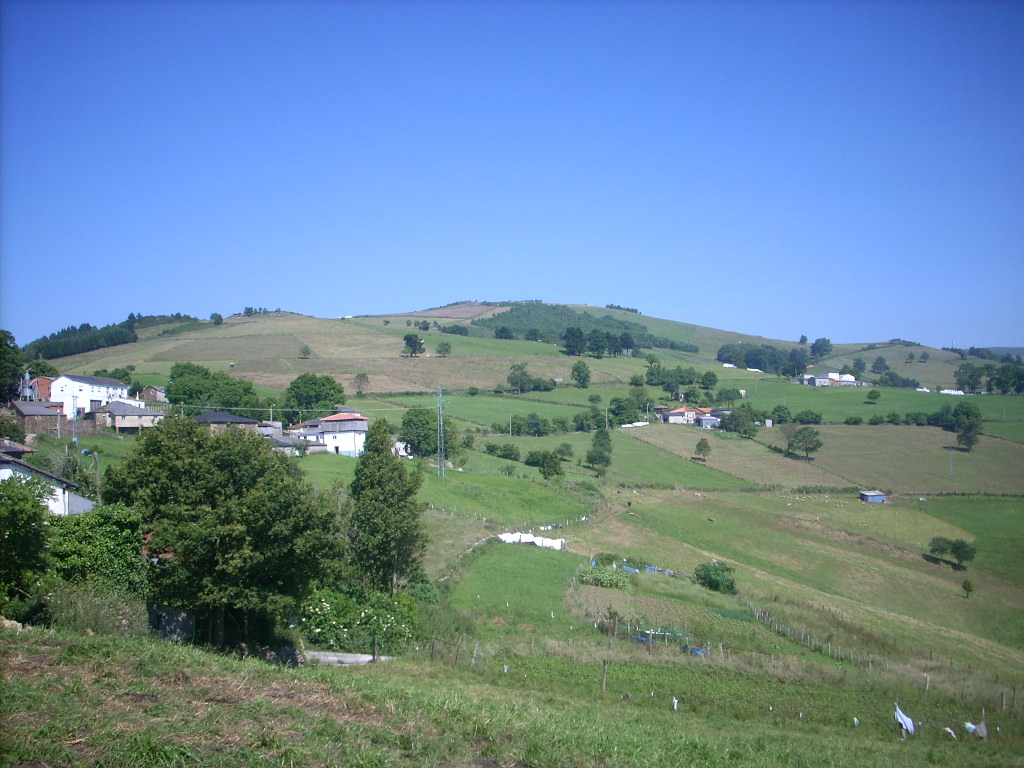
Visión de Fastias desde la calea de abajo en frente Casa Martín.

La parroquia de Fastias (mismo nombre en Asturiano), es un conjunto de pequeñas poblaciones (pueblos) situados al norte del concejo de Tineo, Asturias, España; está formada por los pueblos de Fastias, El Fondal, Peñafulgueiros, Las Paniciegas, Trabazo y La Rubiera; su principal núcleo es el Pueblo de Fastias, con alrededor de 70 habitantes, aunque la población de la parroquia varía en función de la época del año. La parroquia se sitúa en la zona céntrica de la parroquia a una altitud que va desde los 635 hasta los 689 metros, se encuentra cerca a la frontera con el concejo de Valdés, y linda con las parroquias de Ayones, Calleras y Villatresmil. No existe información histórica más allá de registros de nacimientos, aunque se encuentran indicios de explotaciones auríferas de la época Romana.

## Toponimia y gentilicio
El nombre oficial de la parroquia y del pueblo es Fastias tanto en castellano como en asturiano, considerado así por Ayuntamiento de Tineo y por la cultura local. Su origen es una derivación de la palabra latina fastigium cuyo significado es cima. El gentilicio de los pueblos de la parroquia es el mismo que el del concejo de Tineo, tinetenses, aunque también algunos son conocidos como vaqueiros.

## Geografía
Fastias se sitúa al norte de la península ibérica, al oeste del Principado de Asturias, a unos 16 kilómetros de la costa, en el concejo de Tineo (norte), se extiende en una superficie de 9,6 km², a una altitud media de 640 metros.

### Pueblos limítrofes
| Noroeste: Busmeón, Bustellín          | Norte: Trabazo, Las paniciegas | Noreste: Ayones, Los Corros     |
| Oeste: La Rubiera, Llaneces, Calleras |                                | Este: El Fondal, Peñafulgueiros |
| Suroeste Bustellón                    | Sur: Villatresmil              | Sureste: Folguirua, La Caneza   |

Situación Geográfica
Fastias se encuentra en las coordenadas:
- 43º 24' 17" N
- 6º 26' 47" O

Otros datos útiles:
- 635 metros a 684 metros de altitud.
- 14 km de Tineo
- 16 km de Navelgas
- 5 km de Villatresmil
- 6 km de Calleras
- 2 km de Las Paniciegas.

### Orografría
Fastias se sitúa entre la cordillera cantábrica y el mar cantábrico, en las laderas de una colina, los pliegues destaclables del terreno son: al este la pena el chano (770 metros) y la peña de los molinos (865 metros), al norte está la rabera (730 metros) y más adelante el núcleo de poblanción llamado Las paniciegas, al oeste descendiendo en altura está La carcubaseca (520 metros), y más abajo las sienrras al lado del núcleo de población La Rubiera y Llaneces de Calleras, al sur se encuentra Peña la Siella, El Ganzón (300 metros), La Calcabo (520 metros) y Los Cerraos (613 metros). Más al sur se encuentra el núcleo de población Villatresmil,  que tiene una abundante presencia de pizarras, cuarcitas y caliza.

### Hidrografía
Su sistema Fluvial lo componen varios riachuelos que fluyen por las zonas más bajas y que llegan en forma de afluentes al río Esva, estos riachuelos forman varias fuentes por la zona y alrededores son fte. La Fonte en el pueblo, fte. Cayalfo en la rabera, fte. la cal en la peña de los molinos y el regueiro Cárcobas en El Ganzón, se destaca la presencia de oro en los ríos de la zona que fueron explotadas por los romanos mediante el ruina montium. Estas fuentes autoabastecen a la zona de agua potable.

## Clima
La proximidad al mar Cantábrico hace que su clima se clasifique como oceánico templado, con lluvias repartidas durante todo el año, sin que se observe una estación seca estival bien definida. Estas precipitaciones son abundantes y dada la latitud y la dinámica atmosférica, los días de lluvia representan el 35% del total anual, a los que habría que sumar el 41% en los que el cielo está cubierto. La temporada más lluviosa ocurre entre los meses de octubre y abril, destacando noviembre como el más lluvioso. Las precipitaciones se producen generalmente en forma de chubascos, siendo muy comunes las lloviznas muy finas, denominadas por los locales «orvallo».
Raramente se superan los 25º, de máxima durante el invierno, siendo su media de unos 7º y en verano pueden superar los 30°. Se producen fuertes nevadas en invierno que pueden cortar las vías de tráfico durante varias horas e incluso la luz eléctrica en algunas ocasiones extremas.

## Flora y fauna

### Vegetación
Su vegetación básica está formada por especies comunes en zonas húmedas, presenta diversos tipos de árboles entre los que fácilmente encontramos robles (carbayu), castaños, fresnos, avellanos, helechos, higueras; los árboles foráneos también se aclimatan bien como el como el pino y el eucalipto. También son comunes numerosas plantas de la familia de las angiospermas. En las zonas más bajas la vegetación tiende a la humedad y espesura, mientras que en las zonas más elevadas del pueblo a 800 o 900 metros se puede apreciar una mayor ausencia de árboles y una vegetación más seca, las inmediaciones del pueblo son campos  para el ganado y la agricultura por lo tanto el monte se concentra en las zonas en desuso o zonas destinadas a la producción forestal.

### Fauna
La fauna local es similar a la que se encuentra en el ambiente rual y doméstico de Asturias, los animales de compañía y animales domésticos para la ganadería son los que componen la mayor parte de la fauna visible, cabe destacar las vacas pintas lecheras de diversas razas y la vacas rouxas de los valles, además de cerdos de tronco céltico. En cuanto a fauna salvaje destacan el jabalí, el zorro comúnmente llamado raposa, el lobo, los corzos, roedores como el ratón común , topos, erizos, liebres, aves como el águila real, la golondrina, cuervos.

## Demografía
Según el INE la población total de la parroquia es de 157 habitantes, la del pueblo de Fastias de 71, la evolución demográfica ha ido a menos con el tiempo debido al despoblamiento de las zonas rurales y al envejecimiento de la población siendo durante 1950 la población de más de 500 habitantes, y a finales del siglo XIX era incluso mayor, sin embargo esta población varía en función de la época del año aumentando notablemente la población de la zona.

## Gastronomía
La comida típica de esta zona es el chosco, el chorizo, y derivados de la carne porcina, y de xatu, obtenida en normalmente en otoño cuando se ejecuta a los cerdos después de su cría durante un año, para obtener abundante carne, también es típico encontrar diversos productos agrícolas como patatas, cebollas, frutos secos, lechugas, berzas, miel y leche producida por la ganadería bovina de la zona.

## Estado y estructura
La Parroquia se divide en 4 Pueblos y 2 Caseríos.
Las PaniciegasEs un pueblo perteneciente a la Parroquia de Fastias, está situado al norte de la parroquia por la carretera AS-359, el pueblo se encuentra en una zona llana, su población es de 13 habitantes. Celebran una fiesta propia a mediados de agosto.
Los CeponesEs un caserío situado en la zona de las paniciegas con una población de 4 habitantes en 2006.
TrabazoEs un pueblo perteneciente a la parroquia de Calleras, y con nichos en el cementerio de Fastias, se sitúa al oeste de Las Paniciegas, la carretera TI-10 que llega a Trabazo, Busmeon, Bustellin y Calleras, su población es de 14 habitantes en 2006.
El FondalEs un pueblo perteneciente a la parroquia de Fastias está situado al este de la parroquia en las inmediaciones de Fastias, entre la pena el chano y el monte los cerraos por la carretera AS-359, tiene 26 habitantes en 2006.
PeñafolguerosEs un caserío Perteneciente a la parroquia de Fastias, se sitúa más al este de la parroquia que El Fondal a casi 2 kilómetros de Fastias tiene la peña de los molinos al norte y La Rozana al sur junto a con un arroyo, también cuenta con una pequeña capilla la ermita de San José, se llega a este núcleo de población por la carretera AS-359, cuenta con una carretera secundaria hacia Villatresmil, la TI-9, tiene 9 viviendas y 10 habitantes en 2006.

### Fastias
Fastias es el pueblo central de la parroquia con el mismo nombre.
La Calea de ArribaAquí se encuentran 10 de las casas de Fastias su carretera es la AS-359, en esta parte del pueblo se encuentra el bar Casa Floro, la bolera El campo la veiga, la escuela, y el depósito de agua local.
La Calea de AbajoAquí es donde se encuentra la mayor parte del pueblo y hay 15 casas, durante el aparcelamiento arreglaron los caminos y la fuente de agua de esta zona, la carretera de la Calea de Abajo es la TI-8, por aquí se va hacia La Rubiera, Llaneces de Calleras, Calleras, Ese de Calleras, Muñalén, y Navelgas.
El Campo SantiagoEsta es la tercera zona aquí se encuentra la ermita de San José, el cementerio, el antiguo escenario usado en las fiestas que antes eran aquí, y varias casas, Casa el Muco y Casa el Fontourio esta zona limita al lado con el Fondal.
La CapillaLa parroquia llamada San José, reformada en el año 1960 está situada entre los pueblos de Fastias y El Fondal en el llamado "campo santiago", en el mismo sitio donde se celebraban las fiestas del apóstol Santiago, al lado se sitúa el cementerio.
La EscuelaLa Escuela de Fastias se encuentra en la Calea de Arriba, dejó su actividad en los años 80 debido al éxodo rural a las ciudades, desde entonces su uso decayó, hasta que fue rehabilitada en 2010 e inaugurada el 24 de julio de ese mismo año.
Juego de bolosEn la parte noreste del pueblo en uno de sus puntos más altos, se encuentra el campo de juego de Bolo Celta, rehabilitado entre los años 2008 y 2011, y donde actualmente se sitúa las fiestas del apóstol Santiago.

### Nombres de las casas de Fastias
| - Casa el Beliecho - Casa el Campo - Casa Casilda - Casa Culao - Casa Darcas | - Casa Farrin - Casa Firma - Casa Floro - Casa el Fountourio - Casa Guillermo | - Casa Hilario - Casa José - Casa Josepon - Casa Juanon - Casa Justo | - Casa María - Casa Martín - Casa el Mouco - Casa Pasquina - Casa Pepona | - Casa Pistolo - Casa la Proida - Casa Quirovo - Casa el Requeiso - Casa Vicente | - Casa Sola - Casa Carlones |

En el resto de los caseríos de la parroquia hay un número considerable de viviendas sumando el total de viviendas más de 80 viviendas habitadas, además, las antiguas casas dispersas en la espesura de los montes de la zona suman más de 20, son casas con varios siglos de antigüedad en un estado casi ruinoso.

## Comunicaciones de la parroquia
Las comunicaciones por carretera que dispone la parroquia de Fastias son 4: la AS-359 que va desde El Pontigón a Tineo, la TI-8 que va desde Navelgas a Fastias, la TI-9 que va desde Peñafolgueiros a Villatresmil y la TI-10 que va desde Las Paniciegas a Busmeón. Aquí se ve los pueblos por los que pasan:
AS-359 El Pontigón - Ayones - Faedo - Las Paniciegas - Fastias - El Fondal - Peñafolgueiros - Alto de la Casa del Puerto - Tineo
TI-8 Navelgas - Sabadel - Muñalén - Ese de Calleras - Calleras - Llaneces de Calleras - La Rubiera - Fastias
TI-9 Peñafolgueiros - Villatresmil
TI-10 Las Paniciegas - Trabazo - Busmeon

## Actividades económicas
Como en la mayoría de los entornos rurales de España y tras la industrialización del país, con la posterior conversión a una economía de servicios y la llegada de mejor tecnología, la actividad económica local, basada principalmente en la ganadería y la agricultura, ha evolucionado hacia un modelo más productivo, con una menor necesidad de mano de obra en el campo. Como consecuencia se ha producido un éxodo rural hacia las ciudades, especialmente durante los años 80 y 90. El sector primario se haya concentrado en pocas ganaderías, más epecializadas y grandes para ser más productivas. También cabe destacar la presencia industria maderera y forestal.
El sector servicios, ha desaparecido por completo tras el éxodo rural, siendo las celebraciones durante el verano el único periodo en el que se aparece de nuevo la hostelería.

## Ocio y celebraciones
En Fastias, como el resto del concejo, se practica el llamado bolo celta, poseyendo una bolera reformada en 2010 que se sitúa en el extremo noreste del pueblo, en el campo la veiga. También es común (aunque en menos medida que el bolo celta) la celebración de partidos de fútbol en vísperas de las fiestas.
La celebración principal de la parroquia es la fiesta, la cual es celebrada a finales de julio en honor al apóstol Santiago. Por lo general la fiesta ha tenido 3 días de duración: viernes, sábado y domingo; desarrollándose a lo largo de todo el día y la verbena nocturna en el campo Santiago o en el campo la Veiga.

## Historia

### Prehistoria
Las primeras ocupaciones humanas en esta zona y sus alrededores se encuentran durante el paleolítico.

### Edad del Bronce
Refiriéndose a la zona durante la Edad del Bronce surgen los primeros asentamientos agrícolas y hay rastro en la zona de Fastias y las Paniciegas del modo de vida y creencias de esa época como un ídolo de la fertilidad, enterramientos dólmicos, necrópolis tumulares, rastros de asentamientos etc.[cita requerida]

### Época romana
La toponimia indican los restos de explotaciones auríferas (mina de los fornones), y de la presencia de estos en la zona al igual que en Arganza, Bárcena, Borres, Carcediel, Castro (Genestaza), Cerredo, Collada, Concellín, El Peligro, Folgueirua, Fresnedo, Gera, Hervederas, La Mortera, La Oteda, Lavadoira, Muñalén y Vega de Muñalén, Naraval, Navelgas, Porciles, Sangoñedo y Zardaín.[cita requerida]

### SiglosXI-XIX
La historia medieval de esta zona es inesacta con escasez de documentos válidos, aunque hubo presencia romana se desconoce si fue permanente o no y durante la Edad Media se desconoce si hubo habitantes, sin embargo mediante varios documentos se sitúa su inicio respectivamente durante el reinado de la condesa de Tineo, Ximena Ñúñez (siglo XI), un hombre adinerado se hizo con las tierras de la zona alquilándolas probablemente y, contratando jornaleros de zonas vecinas, se creó un pequeño núcleo de población. Se desconocen más cosas hasta el año 1115 cuando un miembro del pueblo acude a la junta de Oviedo convocada por el obispo Pelayo.

### SigloXX
Durante el siglo XX, Fastias pasó a ser una parroquia, ya que antes pertenecía a la de Calleras. En 1962 se reforma el cementerio y la iglesia de la parroquia.

### SigloXXI
Se hace el aparcelamiento de tierras en 2007, se reforma la escuela en 2008 y se reforma el juego de bolos en 2010.